# Pumzi
Pumzi es un cortometraje de ciencia ficción keniano escrito y dirigido por Wanuri Kahiu. Se proyectó en el Festival de Cine de Sundance 2010 como parte de su programa Nuevo Cine Africano. El proyecto se financió con subvenciones del fondo de artes Changamoto, así como del programa de cortometrajes Africa First del Goethe-Institut y Focus Features, que también distribuirían el trabajo. Kahiu mencionó que espera expandir el corto a un largometraje. Fue realizada en inglés, pero el título es la palabra suajili para "respiración".

## Sinopsis
La comunidad de Maitu contiene espacios abiertos, ventanas con paisajes urbanos y pasillos que están bien mantenidos e iluminados. Aunque solo se muestra una pequeña parte, mientras Asha camina por el pasillo se detiene para admirar el paisaje. Porciones de la comunidad son visibles a través de la ventana, lo que da la sensación de que  es grande, aunque no cuán grande o extensa es. Debido a las duras condiciones, la falta de recursos y la preocupación por la radiación, todos los ciudadanos están confinados dentro de los muros de la comunidad.

## Argumento completo
Pumzi comienza con un título de teletipo que sitúa la película espacialmente en la comunidad Maitu del Territorio de África Oriental y temporalmente 35 años después de la Tercera Guerra Mundial o La Guerra del Agua. En Kikuyu, la palabra "Maitu" proviene de las raíces "verdad" y "nuestra", y en el uso cotidiano, "nuestra verdad" significa "madre". Un cartel marca una vaina del Árbol Madre, contenida en un frasco de vidrio. La comunidad Maitu contiene espacios abiertos, ventanas con paisajes urbanos y pasillos bien mantenidos e iluminados. Aunque sólo se muestra una pequeña parte de la comunidad Maitu, mientras Asha camina por el pasillo, se detiene para admirar el paisaje. Partes de la comunidad son visibles a través de la ventana, lo que da la sensación de que la comunidad es grande, aunque no qué tan grande o extensa es. Debido a las duras condiciones, la falta de recursos y las preocupaciones sobre la radiación, todos los ciudadanos están confinados dentro de los muros de la comunidad.

La comunidad Maitu se alimenta de máquinas manuales de producción de energía: cintas de correr y máquinas de remo que no producen contaminación. A cada ciudadano se le asigna una pequeña cantidad de agua diaria y son meticulosos en la conservación del agua. Por ejemplo, en el baño, la orina y el sudor se reciclan y se guardan en una botella de agua personal.

La curadora del Museo Virtual de Historia Natural, Asha, recibe un paquete anónimo que contiene una pequeña muestra de suelo. Ella prueba el suelo y no encuentra radiación y un alto nivel de humedad. Ella prueba la muestra con tecnología y usa sus sentidos. Cuando respira profundamente e inhala el olor de la tierra, se sumerge en una visión, en un profundo charco de agua. Basándose tanto en las pruebas técnicas como en su propio sueño y visión biológicos, Asha llega a creer que la vida puede haber regresado fuera de la comunidad.

Asha se reúne virtualmente con el Consejo Maitu, tres mujeres. Los Maitu son una sociedad contenida; los ciudadanos no son libres de irse. Quien quiera salir deberá pedir permiso al ayuntamiento. Informa a los miembros del Consejo; casi automáticamente niegan que la vida sea posible afuera. Para demostrar que están equivocados, Asha coloca su mano sobre un escáner, que proyecta su sueño del árbol verde de la secuencia inicial de la película y el charco de agua de su visión. Descartan las visiones como un "sueño". Ya se ha demostrado que los sueños se evitan mediante las alarmas del despertador y la orden de tomar medicamentos. A la visión de Asha no le va mejor. El Consejo le niega la visa, declara a Asha enferma y envía un equipo de seguridad que destruye todas las pruebas. Los ejecutores sacan a Asha del laboratorio y la obligan a producir energía en una de las máquinas; un lado más oscuro de la autosuficiencia de los Maitus.

Con la ayuda de un asistente del baño, Asha sale del complejo hacia la luz del sol. Aunque nunca ha visto el mundo exterior, que está lleno de basura, principalmente de plástico. Entiende que tiene que hacerse cobertores para sus pies y un pañuelo en la cabeza para protegerse del sol y el viento, para lo cual aprovecha la basura. Es revelador que veamos bolsas de basura expulsadas de la ciudad al paisaje; Después de todo, Maitu ha aprendido toda la lección. Asha lucha a través de los duros elementos siguiendo una brújula hasta el lugar de donde proviene la muestra de suelo. Ve el árbol de su sueño: un espejismo. Al no encontrar nada vivo, Asha cava un hoyo en la arena y planta el Árbol Madre. Mientras vierte lo último de su agua y escurre lo último de su propio sudor en la pequeña planta, se recuesta para proteger y nutrir el cogollo.

En un reverso de la escena inicial, la cámara se detiene. A medida que la toma se amplía, vemos un árbol que crece rápidamente, aparentemente saliendo del cuerpo de Asha.

## Lanzamiento
Pumzi fue parte de la antología, Africa First: Volume 1.